# Shingū
Shingū (新宮市, Shingū-shi) és una ciutat de la prefectura de Wakayama, al Japó.
El març de 2016 tenia una població estimada de 30.338 habitants. Té una àrea total de 255,43 km².

## Geografia
Shingū està situada al sud-est de la prefectura de Wakayama. La major part de l'àrea de la ciutat és forestal, i pràcticament tota la població viu a la costa, prop del port.

## Història
Shingū fou fundada l'1 d'octubre de 1933. L'1 d'octubre de 2005 el poble de Kumanogawa (del districte de Higashimuro) fou annexat a Shingū.